# سرخیو سانچز (زاده ۱۹۷۷)
سرخیو سانچز (انگلیسی: Sergio Sánchez؛ زادهٔ ۲۸ آوریل ۱۹۷۷) بازیکن فوتبال اهل اسپانیا است.
از باشگاه‌هایی که در آن بازی کرده‌است می‌توان به باشگاه فوتبال هرکولس، باشگاه فوتبال ادو دن هاخ، باشگاه فوتبال اسپانیول، باشگاه فوتبال اتلتیکو مادرید، باشگاه فوتبال اسپورتینگ خیخون، و باشگاه فوتبال ختافه اشاره کرد.